# La Treizième Tribu
La treizième tribu est un livre d'Arthur Koestler publié en 1976. Il défend la thèse selon laquelle les Juifs d'Europe de l'Est et leurs descendants, c'est-à-dire les Ashkénazes, ne descendent pas (ou peu) des anciens Israélites, mais principalement des Khazars, un peuple originaire de la région du Caucase du Nord qui a été converti au VIIIe siècle au judaïsme et aurait migré plus tard vers ce qui est aujourd'hui l'Europe de l'Est, sous la pression de tribus nomades venues d'Asie centrale. Koestler se réfère aux travaux de l'historien israélien Abraham N. Poliak.
Bien que cette thèse ait alors attiré l'attention, elle a été rejetée par les historiens. Des recherches génétiques n'ont pas trouvé une part significative d'ancêtres khazars parmi les Ashkénazes. Cependant, le généticien israélien Eran Elhaik a démontré dans un test ADN généalogique une correspondance significative entre le génome des Juifs ashkénases et les peuples du Caucase,,.
Les travaux de Elhaik ont reçu le soutien de l'historien israélien Shlomo Sand, dans son essai Comment le peuple juif fut inventé.
Une étude réalisée en 2005 par Nebel et al., basée sur des marqueurs polymorphes du chromosome Y, a montré que les Juifs ashkénazes sont plus étroitement liés aux autres groupes juifs et aux Juifs du Moyen-Orient qu'aux populations parmi lesquelles ils vivaient en Europe. Cependant, 11,5 % des Ashkénazes de sexe masculin appartenaient à l'haplogroupe R1a, l'haplogroupe chromosomique Y dominant en Europe de l'Est, suggérant un flux génétique possible. Faisant référence à La Treizième Tribu, les auteurs de l'étude notent que « Certains auteurs soutiennent qu'après la chute de leur royaume dans la seconde moitié du Xe siècle de notre ère, les Khazars convertis ont été absorbés par la communauté juive ashkénaze émergente d'Europe de l'Est ». Ils concluent : « Cependant, si les chromosomes R-M17 chez les Juifs ashkénazes représentent effectivement les vestiges des mystérieux khazars, alors, selon nos données, cette contribution a été limitée à un seul fondateur ou à quelques hommes étroitement liés, et ne dépasse pas environ 12 % des Ashkénazes actuels » Des études réalisées en 2013, 2017 et 2022 ont expliqué que les variétés ashkénazes de R1a ne peut pas être d'origine Khazar, parce que leur branche Lévitique R1a-Y2619 niché dans R1a-M582 est d'origine moyen-orientale, et leur seul autre haplogroupe R1a, R1a-M12402, est proche des subclades slaves mais éloigné des subclades turques.
Dans Science, Michael Balter déclare que la thèse de Koestler « se heurte à plusieurs études récentes suggérant que la judéité, y compris la version ashkénaze, a des racines génétiques profondes ». Il se réfère à une étude réalisée en 2010 par le généticien Harry Ostrer, qui a révélé que les Juifs ashkénazes « se regroupaient plus étroitement avec les Juifs du Moyen-Orient et sépharades, une conclusion que les chercheurs disent être incompatible avec l'hypothèse khazar » et conclut « que les trois groupes juifs, du Moyen-Orient, les sépharades et les ashkénazes, partagent des marqueurs génétiques à l'échelle du génome qui les distinguent des autres populations du monde ». Le généticien Noah Rosenberg affirme que, bien que les récentes études sur l'ADN « ne semblent pas soutenir » l'hypothèse khazar, elles « ne l'éliminent pas entièrement non plus ».
De nombreux antisionistes se sont référés à l'essai de Koestler pour remettre en cause la légitimité de l'État d'Israel,. Koestler était conscient de ce risque et a écrit à  ce sujet : « Que les chromosomes de son peuple contiennent les gènes des Khazars ou ceux d'origine sémitique, romane ou espagnole est sans importance et ne peut pas affecter le droit d'Israël à exister, ni l'obligation morale de toute personne civilisée, non juive ou juive, de défendre ce droit ».